# إرشاد يوسفي
إرشاد يوسفي (بالفارسية: ارشاد یوسفی) هو لاعب كرة قدم إيراني في مركز حراسة المرمى، ولد في 19 سبتمبر 1981 في مشهد في إيران. شارك مع منتخب إيران تحت 20 سنة لكرة القدم. أما مع النوادي، فقد لعب مع نادي أبو مسلم خراسان ونادي راهيان كرمانشاه ونادي سايبا ونادي سباهان أصفهان ونادي شموشك نوشهر ونادي صبا قم ونادي فولاد خوزستان ونادي مس كرمان.